# Charles Larère
Pour les articles homonymes, voir Larère.
Charles Larère, né le 27 avril 1827 à Dinan (Côtes-d'Armor) et mort le 15 septembre 1916 à Dinan, est un homme politique français.

## Biographie
Négociant, maire de Plélan-le-Petit, il est député monarchiste des Côtes-du-Nord de 1885 à 1889. Il 1889, il se représente comme candidat boulangiste, mais est battu et quitte la vie politique. Il est le père de Louis Larère, sénateur des Côtes-du-Nord et l'arrière-grand-père de Xavier Larère.

## Sources
- « Charles Larère », dans Adolphe Robert et Gaston Cougny, Dictionnaire des parlementaires français, Edgar Bourloton, 1889-1891 [détail de l’édition]